# Пере (Приморская Шаранта)
Пере́ (фр. Péré) — коммуна во Франции, находится в регионе Пуату — Шаранта. Департамент коммуны — Приморская Шаранта. Входит в состав кантона Сюржер. Округ коммуны — Рошфор.
Код INSEE коммуны — 17272.

## Население
Население коммуны на 2010 год составляло 371 человек.
| 1962 | 1968 | 1975 | 1982 | 1990 | 1999 | 2010 |
| ---- | ---- | ---- | ---- | ---- | ---- | ---- |
| 264  | 288  | 286  | 275  | 331  | 328  | 371  |